# Las siete hermanas
Las siete hermanas (The Seven Sisters) es una serie de libros de ficción contemporánea con parte de ficción histórica escritos por la autora irlandesa Lucinda Riley y publicados en español por el sello editorial Plaza & Janés. La saga está formada por siete libros, aunque la autora ya ha anunciado que el octavo libro de la saga se publicará en mayo de 2023, este se llama; Atlas:la historia de Pa Salt. El primer libro de la saga, titulado Las siete hermanas: la historia de Maia fue publicado por primera vez en español en abril de 2016. Al éxito del primer libro de la saga se sumó el segundo libro La hermana tormenta: La historia de Ally publicado en noviembre del mismo año. El tercer libro, La hermana sombra: La historia de Star sería publicado por la misma editorial en marzo de 2017. El cuarto libro, La hermana perla: La historia de Cece se publicaría en octubre del mismo año. Más adelante, el quinto libro de la famosa saga sería titulado en español La hermana Luna: La historia de Tiggy, que se publicaría en octubre de 2018, un año después de la publicación del cuarto libro. La hermana Sol: La historia de Electra se publicó en 2019. Y, por último, "La hermana Perdida" se publicó el pasado 2021.

## Argumento
La serie tiene como protagonistas a las seis hermanas D’Aplièse, y cada uno de los libros se centrará en la vida de cada una de ellas desde la muerte de su misterioso padre adoptivo, a quien se le conocerá con el nombre de Pa Salt. Al enterarse de la muerte de su padre adoptivo, las hermanas D'Aplièse vuelven a Atlantis, su casa de la infancia. Allí descubren que Pa Salt ha dejado a cada una de ellas una pista sobre su lugar de procedencia. En cada uno de los libros de la saga el lector acompañará a las hermanas en su aventura de descubrir sus orígenes y su pasado alrededor del mundo. Se visitarán lugares como Río de Janeiro, Noruega, Inglaterra, Australia, España y Kenia.

## Inspiración
Lucinda Riley relata en varias entrevistas que la idea de hacer una saga de libros inspirada en el mito de las siete hermanas le llega a finales de 2013 en el jardín de su casa de Norfolk. La autora explica en la entrevista que le hacen sobre el primer libro de la saga, Las siete hermanas: La historia de Maia que una noche se quedó en su jardín y vio las estrellas de las siete hermanas. En ese momento se le ocurrió escribir siete libros basados, de forma alegórica, sobre las siete hermanas y su concepción en la mitología griega. Las estrellas de las siete hermanas han sido interpretadas por culturas de todo el mundo. Las han usado para navegar, las han considerado madres salvadoras e incluso han formado parte de grandes libros de la literatura. Por ello, Lucinda Riley relata que encontró en esta idea un desafío para ella y para que sus lectores se puedan identificar con las protagonistas. Además, afirma que busca celebrar los grandes logros de la cultura y de la humanidad, por ello decide que las hermanas serán adoptadas a través de los siete mares por un misterioso hombre llamado Pa Salt.

### El mito de las Pléyades
La saga de Las siete hermanas es una de las interpretaciones literarias inspirada en el cúmulo estelar que constituyen las Pléyades o Las siete hermanas. Las Pléyades son mencionadas en varias culturas y literaturas a lo largo de toda la historia. Entre estas se encuentran La Ilíada, Hesíodo o Don Quijote de La Mancha. También son interpretadas en diferentes culturas antiguas tales como la mitología griega. Lucinda Riley se inspira en la concepción griega de las Pléyades. En la mitología griega las siete hermanas son ninfas hijas de Atlas. Los nombres de las protagonistas de la saga de Las siete hermanas son los mismos que los del cúmulo estelar de Las siete hermanas y de las hermanas Pléyades de la mitología griega: Maia, Alcione (Ally), Estérope (Star), Celeno (CeCe), Táigete (Tiggy) y Electra. La séptima estrella Pléyades es bautizada como Mérope, siendo la estrella que menos brilla y que es casi invisible. Por ello, en la saga de Las siete hermanas, la autora decide que esta última será la hermana perdida a la que perseguirán las demás hermanas en el séptimo libro que será publicado en 2021.

## Personajes

### Principales
- Pa Salt, padre adoptivo de las hermanas.
- Maia, hermana mayor.
- Alcyone, conocida como «Ally».
- Asterope, conocida como «Star».
- Celaeno, conocida como «Ce-Ce».
- Taygete, conocida como «Tiggy».
- Electra, hermana menor.